# La Muela
La Muela ist eine Kleinstadt und eine Gemeinde (municipio) mit 6.564 Einwohnern (Stand: 2024) im Norden der Provinz Saragossa in der Autonomen Region Aragonien im Nordosten Spaniens.

## Lage und Klima
Der Ort La Muela liegt etwa 19 Kilometer westsüdwestlich der Provinzhauptstadt Saragossa in einer Höhe von ca. 600 m. Durch die Gemeinde führt die Autovía A-2.
Das Klima ist gemäßigt bis warm; der eher spärliche Regen (ca. 382 mm/Jahr) fällt übers Jahr verteilt.

## Bevölkerungsentwicklung
| Jahr      | 1970 | 1981 | 1991 | 2001 | 2011 | 2021 |
| Einwohner | 862  | 906  | 1006 | 1580 | 5213 | 6125 |

Als Schlafstadt für die nahe Metropole Saragossa kann La Muela steigende Einwohnerzahlen seit den 2000er Jahren verzeichnen.

## Geschichte
In der Flurbezeichnung „La Atalaya“ befinden sich die Reste einer keltiberischen bzw. römischen Siedlung. Der heutige Ort wurde 1258 zur Sicherung des Carmino Real vor Banditen gegründet. Der Dorfsname „La Muela“ leitet sich vom Namen der Tafelberge und der Schichttafeln im Tal des Ebro und im Iberischen Gebirge ab.

## Trivia
Überregional wurde die Gemeinde durch exzessive Korruption bekannt. Der Bürgermeisterin María Victoria Pinilla gelang es in der Zeit von 1987 bis 2009, mehrere Windenergieparks zu errichten, drei Museen, einen Vogelpark und ein überdimensioniertes Sportzentrum zu errichten. die Verschuldung der Kommune stieg auf ca. 30 Millionen Euro. Die Subventionsbetrügereien wurden von den städtischen Bediensteten, der Familie Pinillas und Stadtratsmitgliedern zu Reisen u. a. in die Karibik genutzt. 2009 wurde Pinilla verhaftet und 2015 schließlich verurteilt.

## Sehenswürdigkeiten
- Clemenskirche (Iglesia de San Clemente)
- Rathaus mit Renaissancefassade
- Ölmuseum, Windmuseum, Museum des Lebens
- Vogelpark

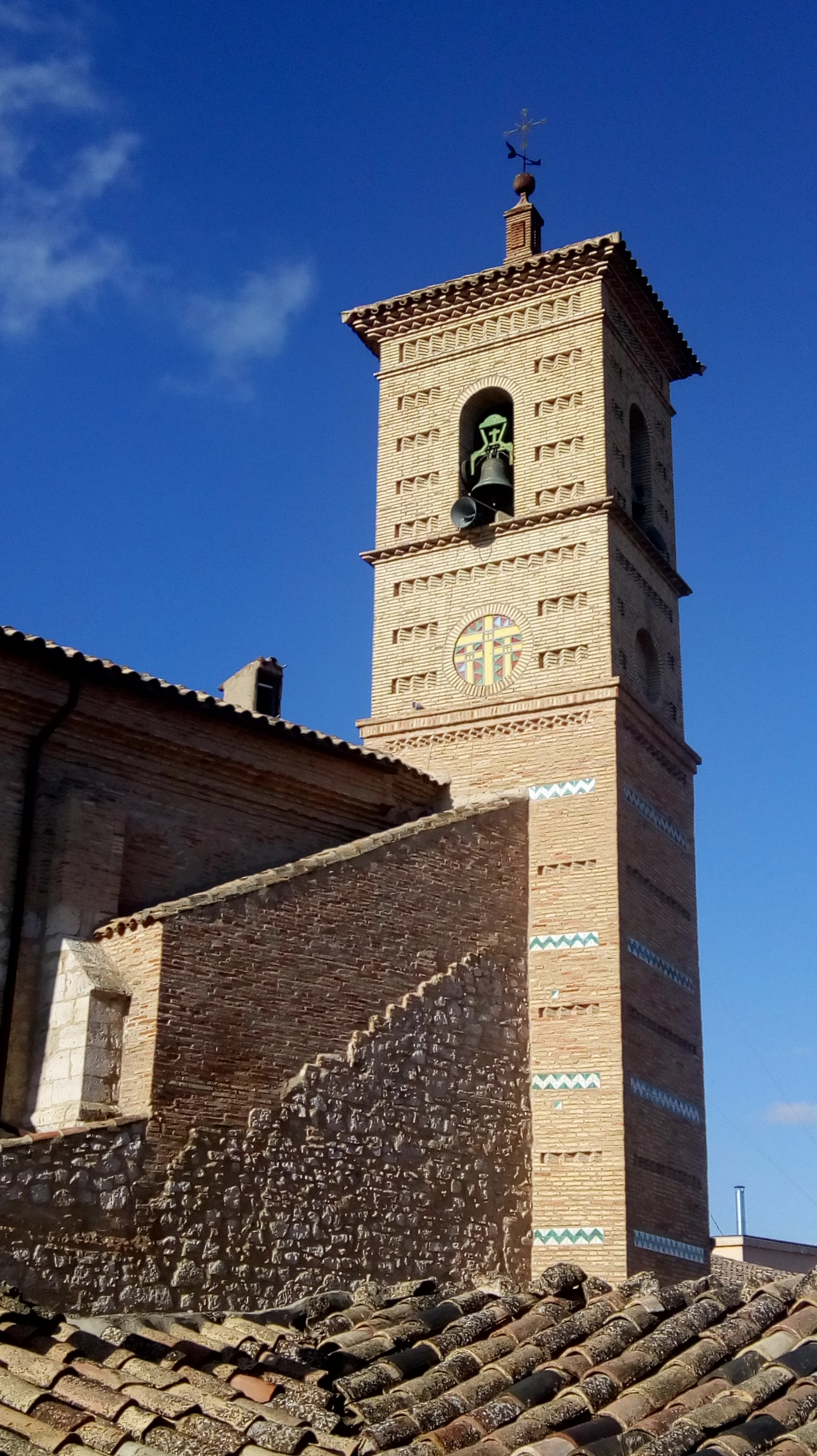
Clemenskirche
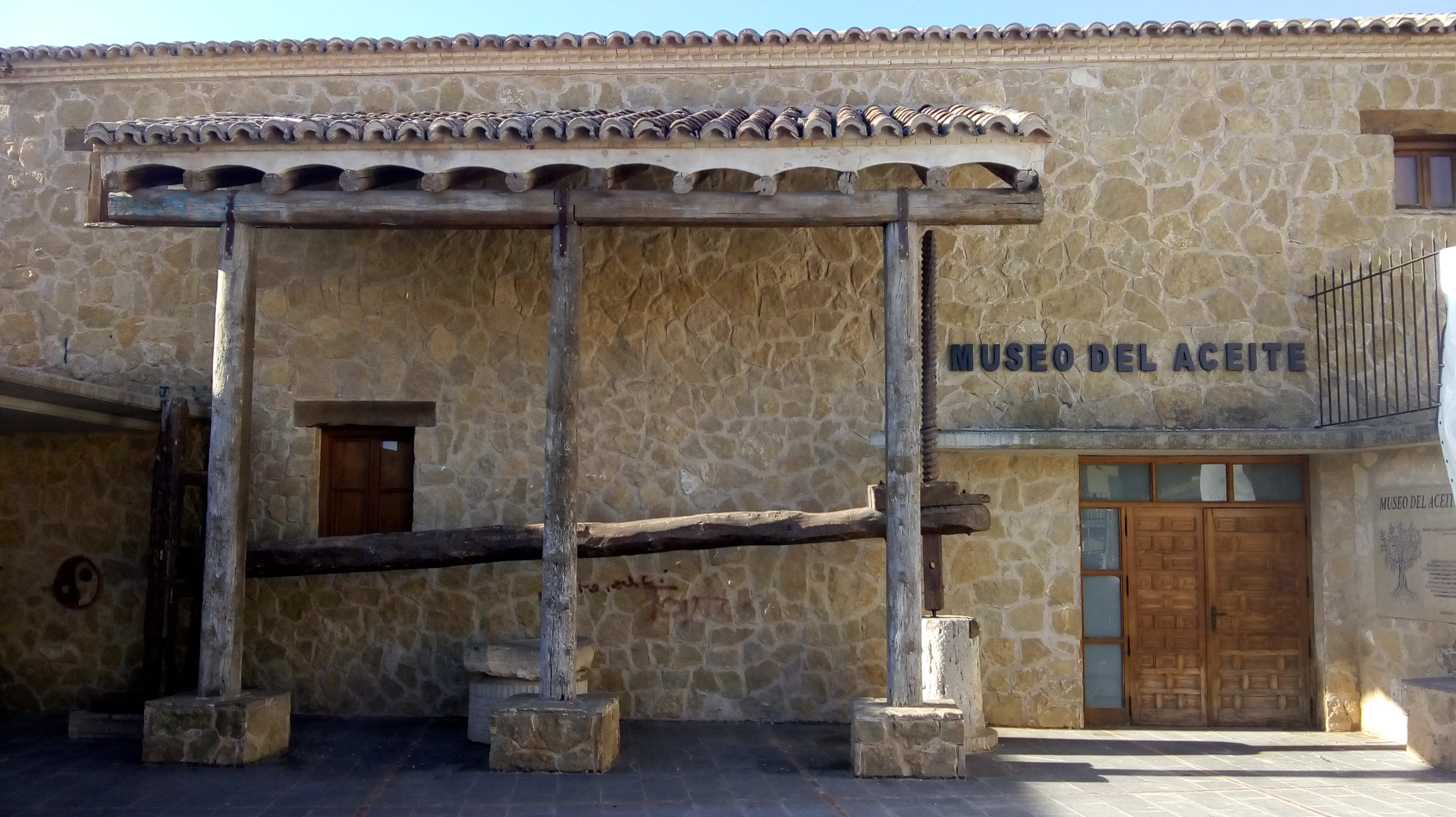
Ölmuseum